# Passy (Paris metro)
Passy är en station i Paris metro för linje 6. Stationen finns utomhus och har utsikt mot tunnelbanebron Pont de Bir-Hakeim, som går över Seine. 

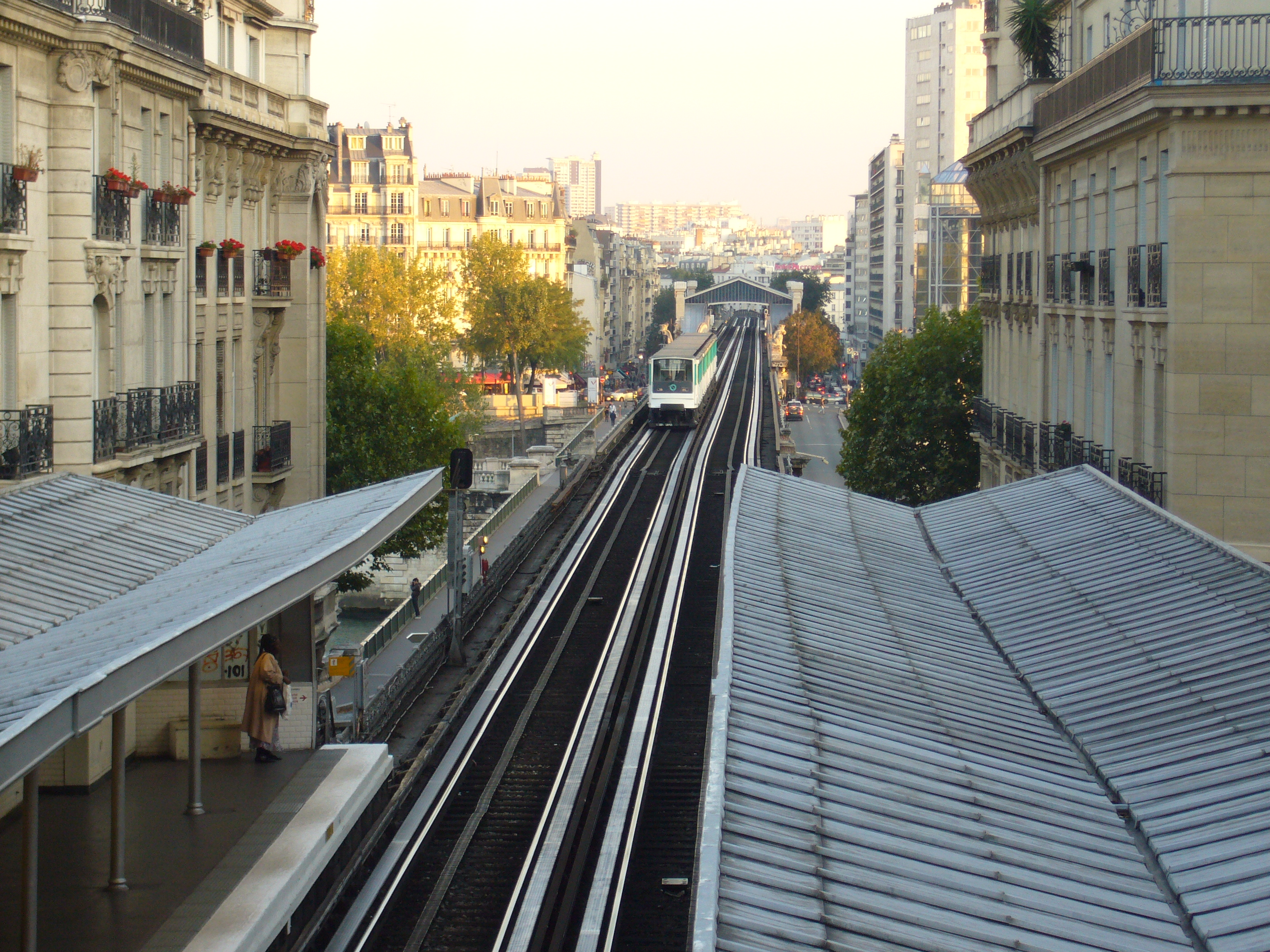
Passy perrong på linje 6.
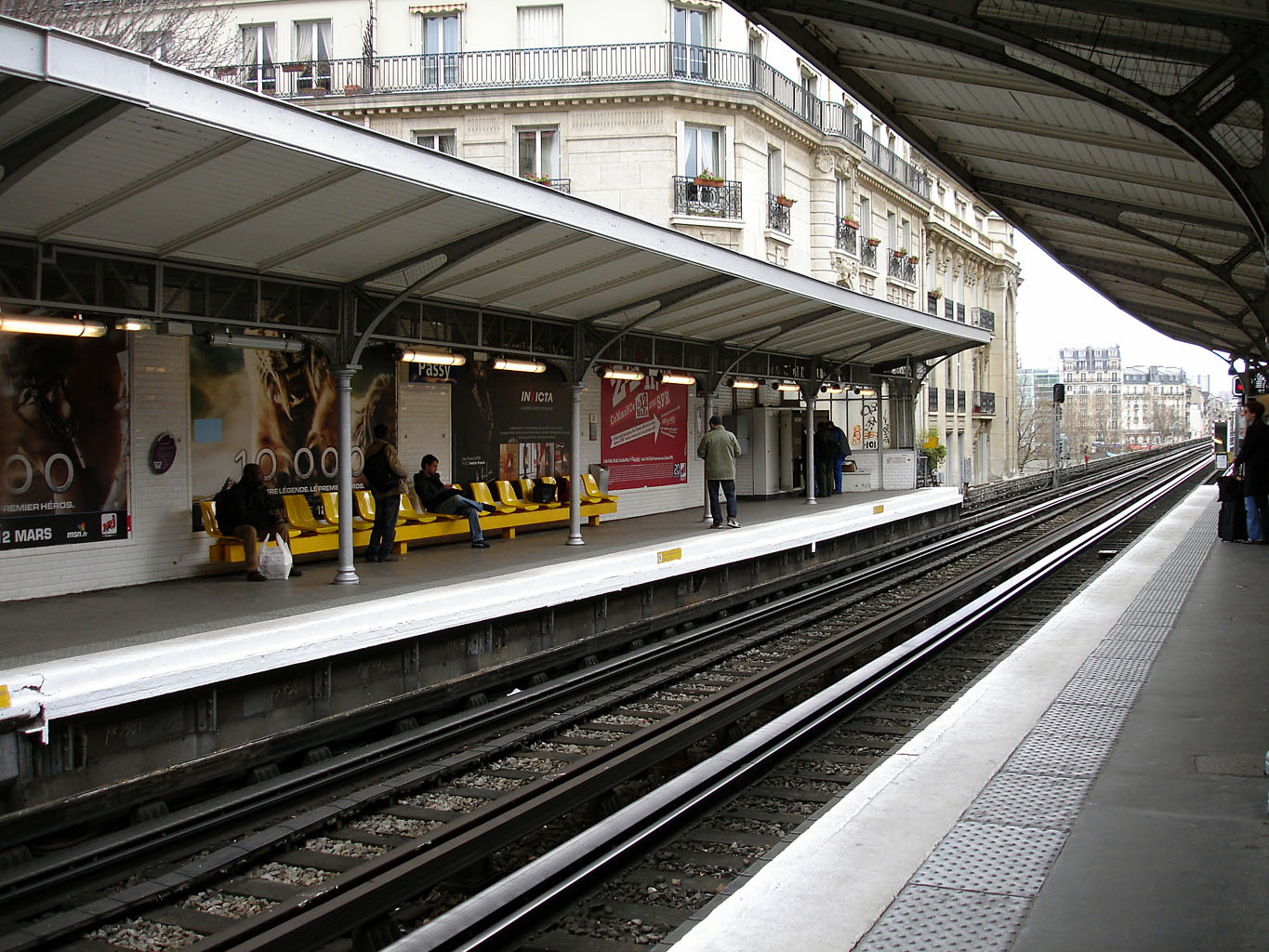
Passy perrong
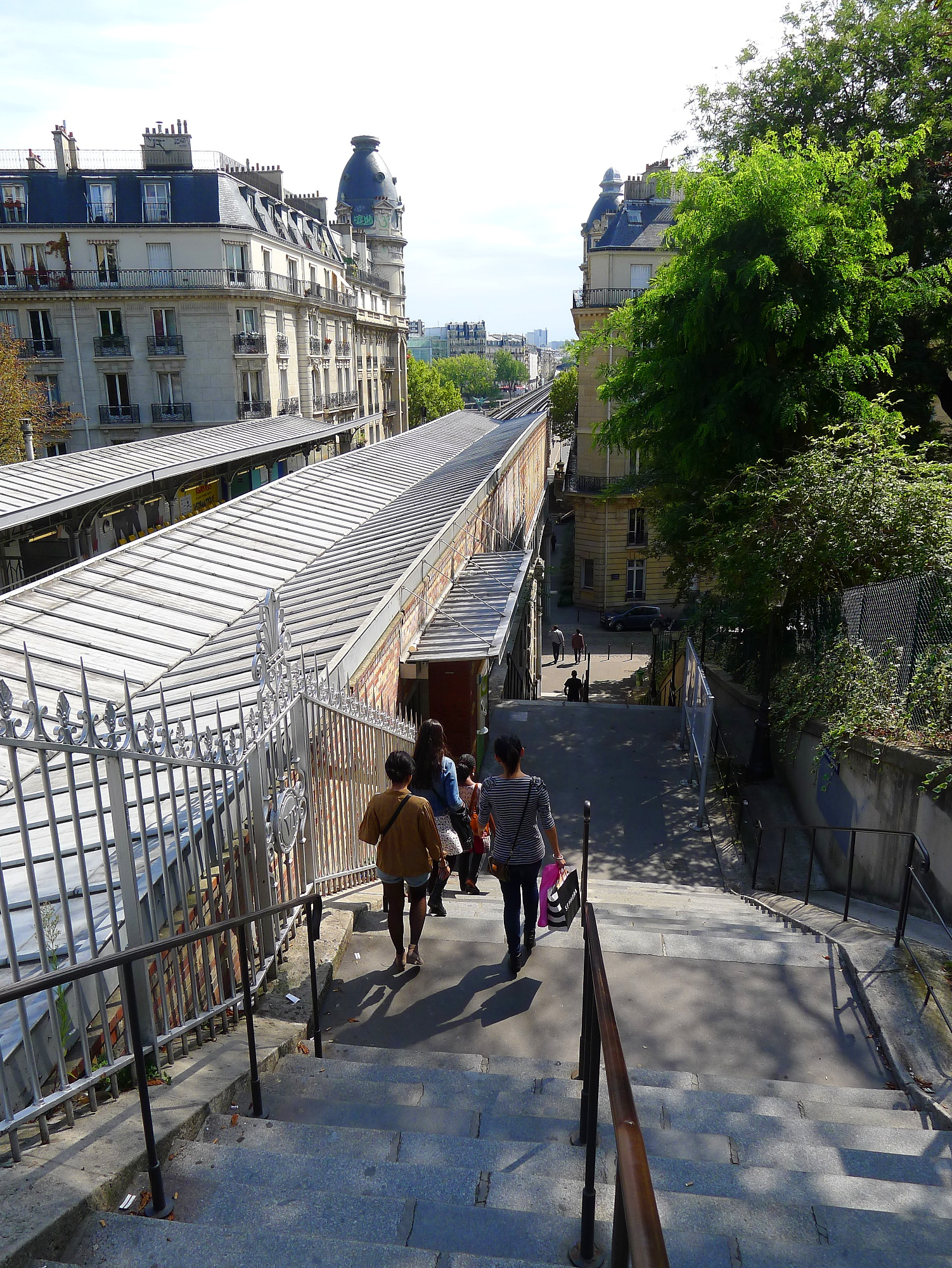
Passy
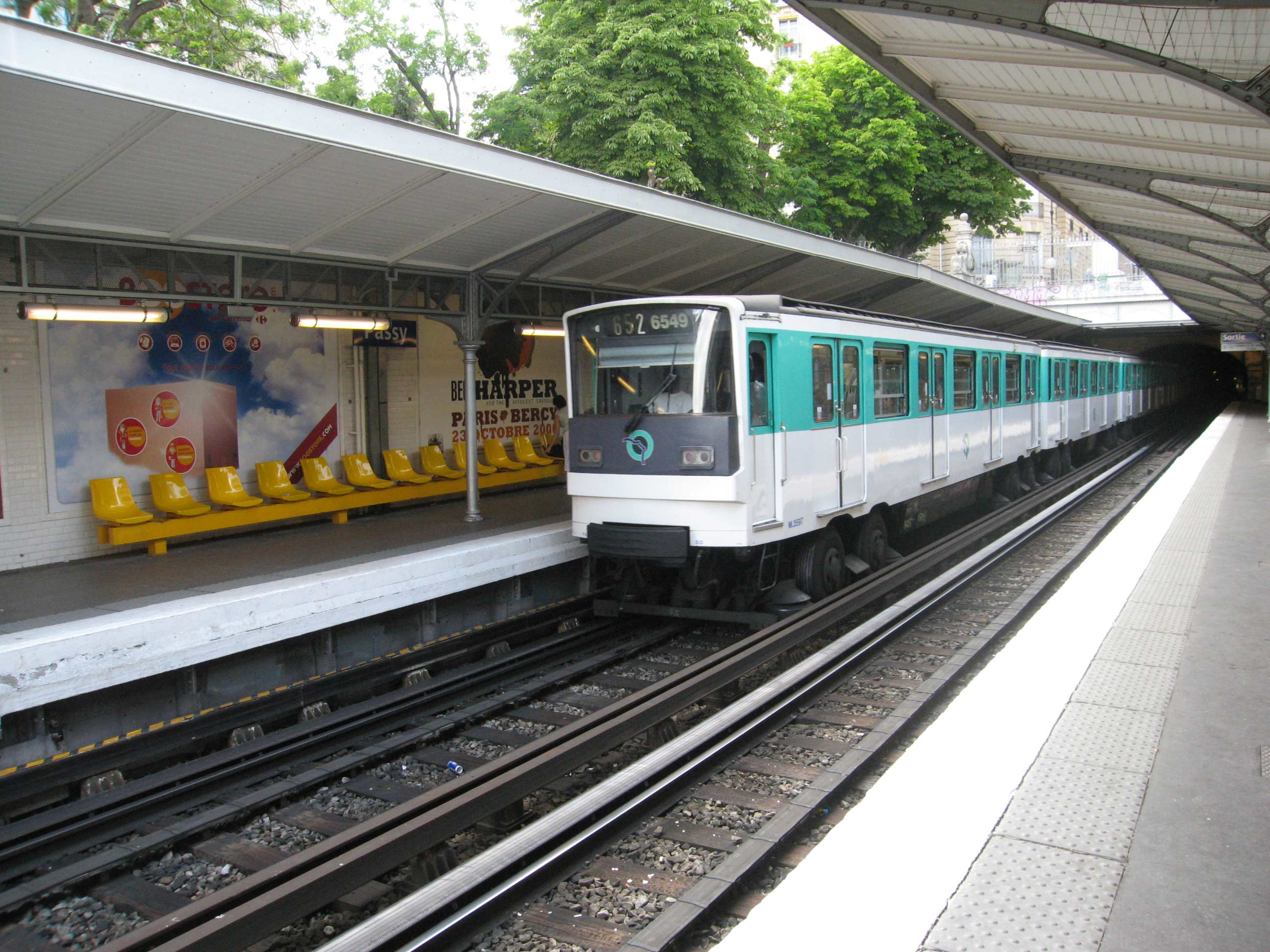
Passy

Källa: Engelska Wikipedia: Passy (Paris Métro)